# Jean Onana
Pour les articles homonymes, voir Onana.
Jean Onana, né le 8 janvier 2000 à Yaoundé au Cameroun, est un footballeur international camerounais qui évolue au poste de milieu défensif au Beşiktaş JK.

## Biographie

### Début en club

#### Leixões (2019-2020)
Natif de Yaoundé, Jean Onana est formé à la Nkufo Academy. En janvier 2019, il rejoint ensuite l'Europe en signant avec le Leixões SC qui évolue en deuxième division portugaise. Il s'impose comme un joueur essentiel de l'équipe des moins de 23 ans avant d'être lancé en équipe première. Le 3 mars 2019, il joue son premier et unique match professionnel avec Leixões en entrant en jeu à la mi-temps face à Académico Viseu.

#### LOSC Lille (2020-2021)
Le 31 janvier 2020, dernier jour du mercato, il signe avec le LOSC Lille pour une durée de cinq ans. Il intègre le groupe Pro 2 évoluant en National 2. Le 16 février 2020, lors de la 25e journée de championnat, Christophe Galtier fait appel à lui pour compenser les absences de Benjamin André, Xeka et Boubakary Soumaré. Il est titulaire face à l'Olympique de Marseille et joue 80 minutes avant de céder sa place à Timothy Weah. Se sera son seul match avec l'équipe première, il sera appelé une seconde fois avec l'équipe pro lors de la deuxième journée de la saison suivante mais n'entrera pas en jeu.

##### Royal Excel Mouscron (2020-2021)
La saison suivante, il est prêté au Royal Excel Mouscron, club partenaire du LOSC. Il y joue sa première saison pleine, prenant part à vingt-neuf rencontre dont vingt-six en tant que titulaire et marque ses deux premiers buts en professionnel.

### Passage en France

#### Girondins de Bordeaux (2021-2022)
Le 30 août 2021, il signe un contrat de cinq ans avec les Girondins de Bordeaux. En Gironde, il participe à vingt-quatre rencontres Ligue 1, titularisé à vingt-trois reprises, il trouve le chemin des filets à trois reprises et délivre deux passes décisives. Au terme de la saison, les bordelais pointent à la dernière place du championnat et sont relégués en Ligue 2.

#### RC Lens (2022-2023)
Le 1er septembre 2022, il s'engage en faveur du RC de Lens dans les dernières heures du mercato et signe pour les cinq prochaines saisons où il choisit le numéro 6. Le transfert est estimé entre quatre et cinq millions d'euros, bonus compris. Il joue vingt-trois matchs toutes compétitions confondues dont seulement dix titularisations.

### Beşiktaş JK

#### Signature en Turquie (2023-2024)
Une saison après son arrivée dans le Nord, il s'engage pour quatre ans avec le club turc de Beşiktaş le 21 juillet 2023 contre une indemnité d'un peu plus de quatre millions d'euros. Il y portera le numéro 71. Il joue ses premiers match européens lors des matchs préliminaires d'Europa League conférence puis en prenant part à deux matchs de poule.
Le 11 décembre 2023, il est exclu du club en raison de « mauvaises performances et d’incompatibilités au sein de l’équipe, » aux côtés de quatre autres coéquipiers (Vincent Aboubakar, Valentin Rosier, Éric Bailly et Rachid Ghezzal).

#### Prêt à l'Olympique de Marseille (2024)
Le 8 janvier 2024, il est prêté avec option d'achat à l'Olympique de Marseille pour combler le départ d'un certains nombres de joueurs à la CAN ou blessés. Il joue son premier match quatre jours plus tard en entrant en jeu contre le RC Strasbourg. En mars il rate trois matchs de championnat à cause d'une blessure musculaire. A son retour il ouvre le score au Toulouse FC, match nul deux partout, se sera son premier et seul but sous la tunique phocéenne.
Le 20 mai 2024, en revenant du déplacement au Havre pour la dernière journée de championnat, Faris Moumbagna et Jean Onana, accompagné de Bamo Meïté, sont victimes d'une tentative de vol à main armé de leur voiture, laissant des impacts de balle sur la carrosserie,,.

#### Retour Beşiktaş JK (Depuis 2024)
De retour de son prêt, il entre en jeu lors de la Supercoupe de Turquie contre le Galatasaray SK remporté cinq buts à zéro.
En octobre 2024, Jean Onana est en difficulté au Beşiktaş, confronté à une forte concurrence. Il envisage de quitter le club en janvier pour relancer sa carrière, et le Real Valladolid serait disposé à l'accueillir lors du prochain mercato.

#### Prêt au Genoa (2025)
Le 30 janvier 2025, Beşiktaş a prêté Onana au club de Serie A Genoa jusqu'à la fin de la saison, avec une option d'achat.

### Carrière internationale
Jean Onana est sélectionné avec l'équipe nationale du Cameroun en octobre 2020. Il connaît alors sa première sélection le 9 octobre 2020 en entrant en jeu à la mi-temps face au Japon.
Il fait du parti du groupe camerounais pour participer à la CAN 2021. Il joue son premier match de CAN en entrant en jeu à quelques minutes de la fin du troisième match de groupe contre le Cap Vert. Il entre ensuite en jeu lors des huitièmes de finale contre les Comores puis lors de la défaite en demi finale contre l'Egypte. Il sera titulaire lors de la victoire aux tirs au but pour la petite finale contre le Burkina Faso.
Pressenti pour disputer la Coupe du monde 2022 au Qatar, il ne sera finalement pas appelé par le sélectionneur du Cameroun Rigobert Song.

## Statistiques

### Statistiques en club
| Saison                | Club                          | Championnat           | Championnat | Championnat | Championnat | Coupe(s) nationale(s) | Coupe(s) nationale(s) | Coupe(s) nationale(s) | Supercoupe | Supercoupe | Supercoupe | Compétition(s) continentale(s) | Compétition(s) continentale(s) | Compétition(s) continentale(s) | Compétition(s) continentale(s) | Total | Total | Total |
| Saison                | Club                          | Division              | M.          | B.          | P.d.        | M.                    | B.                    | P.d.                  | M.         | B.         | P.d.       | Comp.                          | M.                             | B.                             | P.d.                           | M.    | B.    | P.d.  |
| 2018-2019             | Leixões SC                    | LigaPro               | 1           | 0           | 0           | -                     | -                     | -                     | -          | -          | -          | -                              | -                              | -                              | -                              | 1     | 0     | 0     |
| 2019-2020             | LOSC Lille                    | Ligue 1               | 1           | 0           | 0           | -                     | -                     | -                     | -          | -          | -          | -                              | -                              | -                              | -                              | 1     | 0     | 0     |
| 2020-2021             | RE Mouscron                   | Jupiler Pro League    | 28          | 2           | 1           | 1                     | 0                     | 0                     | -          | -          | -          | -                              | -                              | -                              | -                              | 29    | 2     | 1     |
| 2021-2022             | Girondins de Bordeaux         | Ligue 1               | 23          | 3           | 2           | -                     | -                     | -                     | -          | -          | -          | -                              | -                              | -                              | -                              | 23    | 3     | 2     |
| 2022-2023             | Girondins de Bordeaux         | Ligue 2               | 3           | 0           | 0           | -                     | -                     | -                     | -          | -          | -          | -                              | -                              | -                              | -                              | 3     | 0     | 0     |
| Sous-total            | Sous-total                    | Sous-total            | 26          | 3           | 2           | -                     | -                     | -                     | -          | -          | -          | -                              | -                              | -                              | -                              | 26    | 3     | 2     |
| 2022-2023             | RC Lens                       | Ligue 1               | 21          | 0           | 0           | 2                     | 0                     | 0                     | -          | -          | -          | -                              | -                              | -                              | -                              | 23    | 0     | 0     |
| 2023-2024             | Beşiktaş JK                   | Süper Lig             | 4           | 0           | 0           | -                     | -                     | -                     | -          | -          | -          | C4                             | 6                              | 0                              | 1                              | 10    | 0     | 1     |
| 2024-2025             | Beşiktaş JK                   | Süper Lig             | 3           | 0           | 0           | -                     | -                     | -                     | 1          | 0          | 0          | C3                             | 2                              | 0                              | 0                              | 6     | 0     | 0     |
| Sous-total            | Sous-total                    | Sous-total            | 7           | 0           | 0           | -                     | -                     | -                     | 1          | 0          | 0          | -                              | 8                              | 0                              | 1                              | 16    | 0     | 1     |
| 2023-2024             | Olympique de Marseille (prêt) | Ligue 1               | 13          | 1           | 0           | 1                     | 0                     | 0                     | -          | -          | -          | C3                             | -                              | -                              | -                              | 14    | 1     | 0     |
| 2024-2025             | Genoa CFC (prêt)              | Serie A               | 9           | 0           | 0           | -                     | -                     | -                     | -          | -          | -          | -                              | -                              | -                              | -                              | 9     | 0     | 0     |
| Total sur la carrière | Total sur la carrière         | Total sur la carrière | 106         | 6           | 3           | 4                     | 0                     | 0                     | 1          | 0          | 0          | -                              | 8                              | 0                              | 1                              | 119   | 6     | 4     |

### Statistiques en équipe nationale
| Saison                | Sélection             | Phases finales        | Phases finales | Phases finales | Phases finales | Éliminatoires CDM | Éliminatoires CDM | Éliminatoires CDM | Éliminatoires CAN | Éliminatoires CAN | Éliminatoires CAN | Matchs amicaux | Matchs amicaux | Matchs amicaux | Total | Total | Total |
| Saison                | Sélection             | Compétition           | M              | B              | Pd             | M                 | B                 | Pd                | M                 | B                 | Pd                | M              | B              | Pd             | M     | B     | Pd    |
| --------------------- | --------------------- | --------------------- | -------------- | -------------- | -------------- | ----------------- | ----------------- | ----------------- | ----------------- | ----------------- | ----------------- | -------------- | -------------- | -------------- | ----- | ----- | ----- |
| 2020-2021             | Cameroun              | -                     | -              | -              | -              | -                 | -                 | -                 | 1                 | 0                 | 0                 | 1              | 0              | 0              | 2     | 0     | 0     |
| 2021-2022             | Cameroun              | CAN 2021              | 4              | 0              | 0              | 3                 | 0                 | 0                 | -                 | -                 | -                 | -              | -              | -              | 7     | 0     | 0     |
| 2022-2023             | Cameroun              | -                     | -              | -              | -              | -                 | -                 | -                 | -                 | -                 | -                 | 1              | 0              | 0              | 1     | 0     | 0     |
| 2024-2025             | Cameroun              | -                     | -              | -              | -              | -                 | -                 | -                 | -                 | -                 | -                 | 2              | 0              | 0              | 2     | 0     | 0     |
| Total sur la carrière | Total sur la carrière | Total sur la carrière | 4              | 0              | 0              | 3                 | 0                 | 0                 | 1                 | 0                 | 0                 | 4              | 0              | 0              | 12    | 0     | 0     |

## Palmarès

### En club
Jean Onana est vice-champion de France en 2023 avec le Racing Club de Lens.
Avec le Beşiktaş JK, Il remporte la Supercoupe de Turquie en 2024.

### En sélection
Il termine troisième de la CAN 2021 avec le Cameroun.
| RC Lens                           | Beşiktaş JK (1)                              | Cameroun                                           |
| --------------------------------- | -------------------------------------------- | -------------------------------------------------- |
| - Ligue 1 - Vice-Champion : 2023. | - Supercoupe de Turquie : - Vainqueur : 2024 | - Coupe d'Afrique des nations : - Troisième : 2021 |